# Stensalen

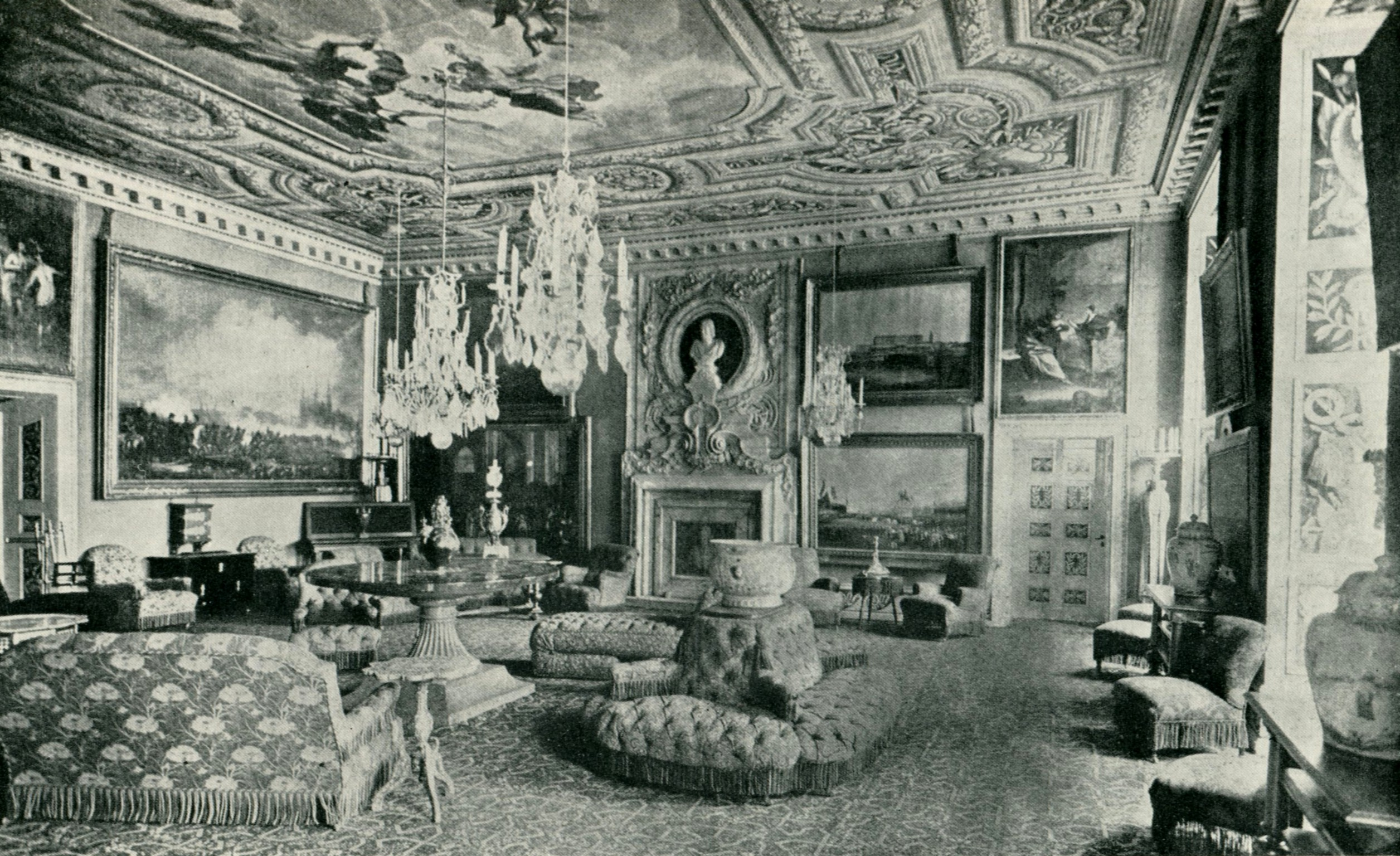
Stensalen på 1890-talet.

Stensalen är en sal på Drottningholms slott på Lovön, Stockholms län. Salen ligger på huvudvåningens södra del, direkt under Rikssalen och ingår i kungafamiljens privata del. Stensalen var ursprungligen Hedvig Eleonoras stora matsal med golv av sten, därav namnet. 

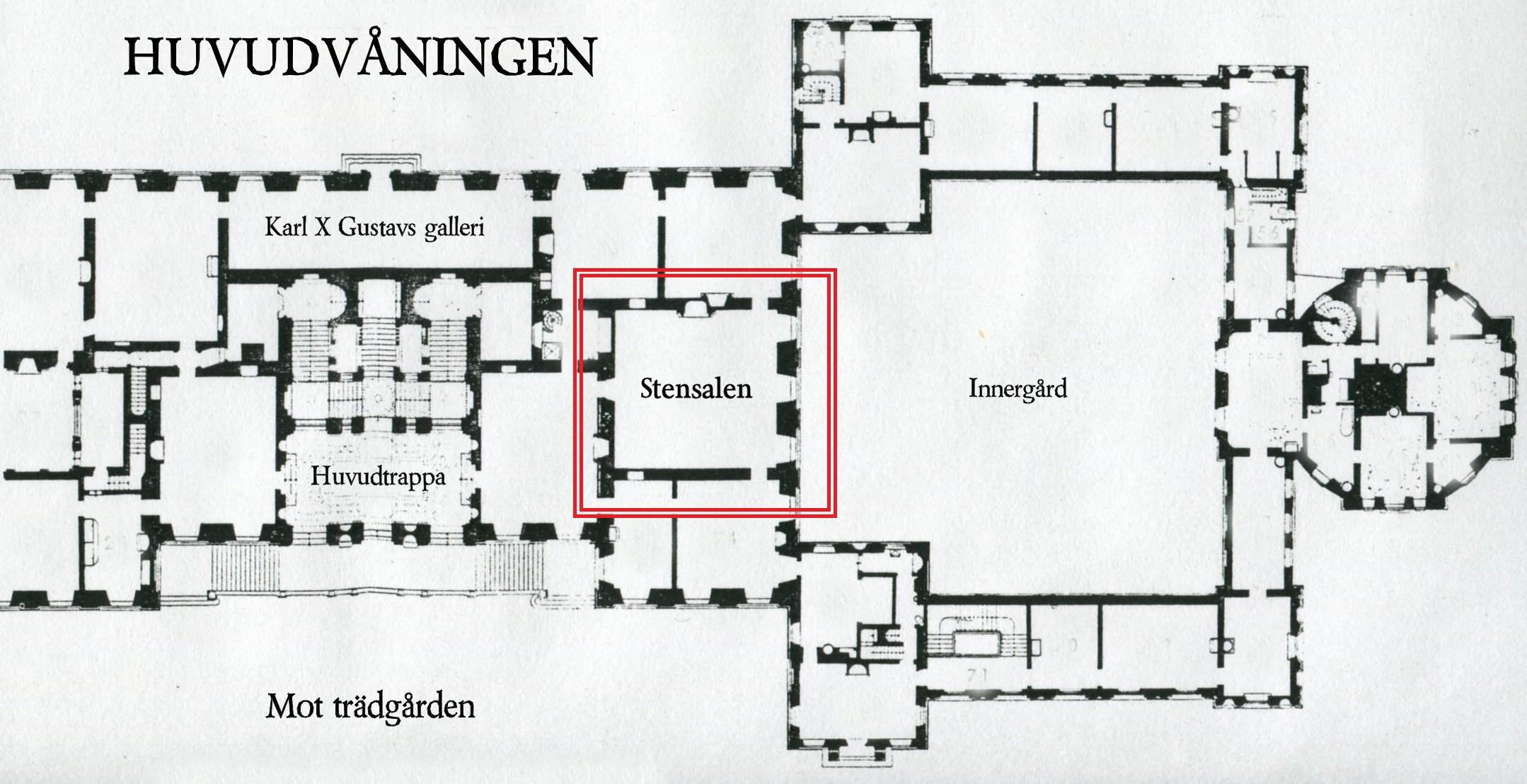
Orienteringsplan, Stensalen (inom röd ram).

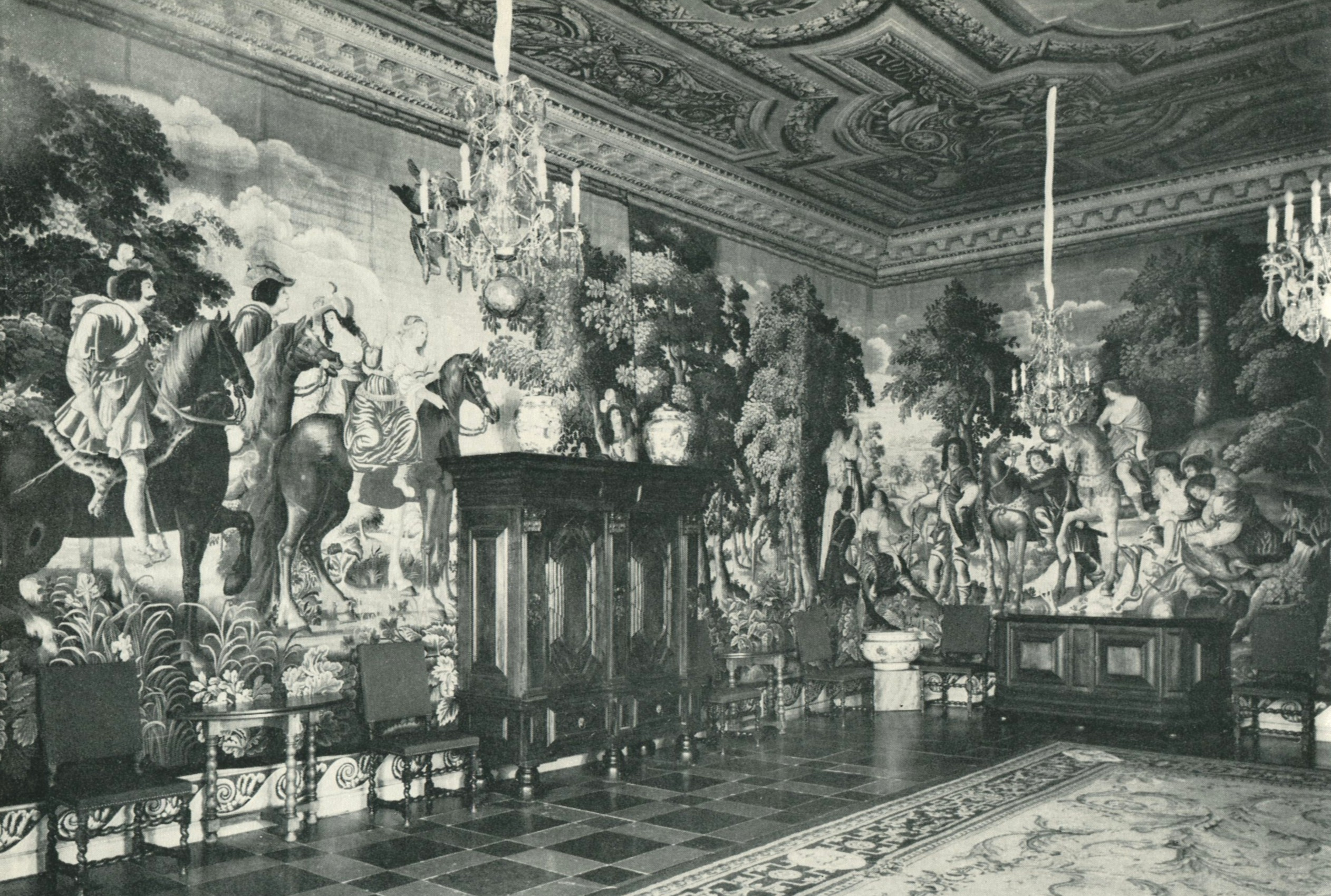
Stensalen på 1960-talet.

Stensalen koncipierades som Hedvig Eleonoras centrala sal och fungerade som den stora matsalen. Väggarna är klädda med vävda tapeter som beställdes i Delft för  drottning Kristinas kröning 1650. Den mycket rikt smyckade öppna spisen gestaltades av den italienske stuckatören Carlo Carove.
Under Oscar I:s tid  skapades i Stensalen ett minnesrum över Karl XIV Johan, där man även erinrade om dennes fredliga insatser. Här fanns målningar av kungens fältslag och salen var ett fullföljande av Karl X Gustavs galleri på samma våningsplan. Minnesrummets inredning avlägsnades dock senare under Gustaf V. Salens möblemang moderniserades av Gustaf VI Adolf och därefter av nuvarande monarken Carl XVI Gustaf. Rummet är numera kungafamiljens festliga vardagsrum, där även det traditionella julfirande äger rum, känt från många tv-program.